# Huda Abuarquob
Huda Abuarquob (en árabe: هدى أبو عرقوب‎)   (Jerusalén, 1970) es una activista por la paz y feminista palestina, ex educadora y ex directora regional de la Alliance for Middle East Peace (Alianza para la Paz en Oriente Medio).

## Trayectoria
Abuarquob nació en Jerusalén. Su madre era comunista y feminista, profesora de inglés, y su padre, sufista, era director de escuela. Su familia otorgaba una inmensa importancia a la educación ya que su abuela paterna, que era analfabeta, se aseguró de que sus siete hijos la recibieran. También habían sido promotores de la paz y la no violencia. Su bisabuelo materno había ayudado a proteger a los residentes judíos de Hebrón durante la matanza de Hebrón de 1929. Cuando Abuarquob expresó interés en unirse a la Primera Intifada a fines de la década de 1980, su madre la desanimó y le dijo que en su lugar leyera a Tolstoi. Ella es la mayor de doce hermanos.
La familia de Abuarquob se mudó a Arabia Saudita cuando era niña, antes de regresar a Cisjordania, donde se establecieron en Belén. Allí, su padre enseñó en una escuela católica. Más tarde, la familia se mudó nuevamente a un pueblo cerca de Hebrón.
Abuarquob trabajó como profesora en Cisjordania para el Ministerio de Educación palestino, durante 15 años. En 1997, formó parte de un grupo de profesores que diseñó el primer plan de estudios palestino.  Como parte de la experiencia, se reunió con profesores israelíes, siendo la primera vez que se reunía con civiles israelíes. Unos años más tarde, visitó Boston para participar en un foro organizado por el Instituto Irlandés del Boston College y se reunió con profesores israelíes que también asistieron. Trabajó en el Instituto Irlandés durante los siguientes tres veranos. Con estas experiencias, decidió que la educación y, a través de ella, el compromiso con "el otro", era clave para los esfuerzos de paz. Tras leer la Pedagogía del oprimido, de Paolo Freire, también comprendió que ella no era una víctima, sino alguien oprimido cuya   responsabilidad es liberarse a sí mismo y, por lo tanto, liberar también al opresor.
Inspirada para comenzar a trabajar como activista por la paz, se postuló al Programa Fulbright. Fue aceptada y llegó a los Estados Unidos a principios de 2004, donde estudió en la Eastern Mennonite University para obtener un título de posgrado en transformación de conflictos y estudios de paz, graduándose en 2006. Mientras estaba en la universidad, se reconectó con su fe islámica a través de una lente de justicia social, en lugar de política.